# The Tubes
The Tubes és una banda de rock de San Francisco. El seu primer àlbum (1975) va incloure l'èxit White Punks on Dope. Durant els primers quinze anys, les seves actuacions en directe van combinar elements quasi pornogràfics amb sàtires salvatges sobre els mitjans de comunicació, sobre el consumisme o la política.
Un altre èxit de la banda és la cançó She's a Beauty, de 1983.
A la pel·lícula Xanadu (1980) canten a la cançó Dancin, juntament amb Olivia Newton-John i una big band.